# العميل 47
العميل 47 (بالإنجليزية: Agent 47)‏ هي شخصية خيالية وبطل سلسلة ألعاب الفيديو هيتمان المنتجة بواسطة آي أو إنتراكتيف، وسكوير انيكس يوروب  ويؤدي تمثيل صوته ديفيد بيتسون. ظهرت الشخصية للمرة الأولى في سنة 2000 في لعبة هيتمان: كودنايم 47.